# Invincible (Tinie Tempah)
Invincible è un brano musicale del rapper britannico Tinie Tempah, pubblicato come quinto singolo estratto dall'album Disc-Overy pubblicato dalla Parlophone. Il singolo è stato reso disponibile per il download digitale il 26 dicembre 2010, e figura il featuring di Kelly Rowland.
Il video musicale prodotto per Invincible, diretto da Max & Dania, è stato presentato in anteprima su Kiss TV il 7 dicembre 2010 Il video mostra Tinie Tempah esibirsi presso la St. Paul's Academy, la scuola dove ha studiato.

## Tracce
Digital EP
1. Invincible feat. Kelly Rowland - 3:21
2. Invincible feat. Kelly Rowland (Acoustic) - 3:21
3. Invincible feat. Kelly Rowland (Instrumental) - 3:20

## Classifiche
| Classifica (2011) | Posizione più alta |
| ----------------- | ------------------ |
| Australia         | 12                 |
| Irlanda           | 11                 |
| Italia            | 31                 |
| Regno Unito       | 15                 |